# Kissing the Pink
Pour les articles homonymes, voir KTP.
Kissing the Pink est un groupe de new wave, dance et synthpop britannique, originaire de Londres, en Angleterre.

## Biographie
Le premier single de Kissing the Pink, Don't Hide in the Shadows, est réalisé en 1981 avec Martin Hannett, mais ce n'est que lorsqu'il abandonne son premier manager (célébré dans la chanson Michael) et signe avec Magnet Records que le groupe commence à obtenir une certaine notoriété.
Il enregistre son premier album, Naked en 1983, chez AIR Studios avec le producteur Colin Thurston. Initialement, Kissing the Pink souhaite que Brian Eno produise l'album, mais Magnet pense que Thurston aura un impact plus commercial[réf. nécessaire]. En plus d'investir dans un producteur de renom, Magnet finance des vidéos promotionnelles pour les singles Mr Blunt (filmé sur le site du Géant de Wilmington) et Watching Their Eyes.
Suit le single The Last Film qui atteint le Top 20 du UK Singles Chart, tandis que l'album Naked se classe à la 54e place du UK Albums Chart,. La première entrée du groupe dans le classement américain Billboard Hot 100 se fait avec le titre Maybe this Day qui se place en 87e position, en août 1983.
En 1985, à la suite du départ de certains membres, le groupe raccourcit son nom en KTP, et commence à avoir des hits classés dans le Hot Dance Music / Club Play. Le plus réussi étant Certain Things Are Likely, qui y passe trois semaines no 1 en mai 1987,. Cette chanson devient également la deuxième entrée du Hot 100 lorsqu'elle atteint, plus tard cette année-là, la 97e place[réf. nécessaire]. Du même album, le titre One Step est le plus vendu en Italie cette même année[réf. nécessaire].

## Membres

### Membres actuels
- John Kingsley Hall - claviers, chant
- Nicholas Whitecross - guitare, chant
- George Stewart

### Anciens membres
- Simon Aldridge - guitare, chant
- Stephen Cusack - batterie, chant
- Josephine Wells
- Peter Barnett
- Sylvia Griffin

## Discographie

### Albums studio
- 1983 : Naked
- 1983 : Kissing the Pink (EP)
- 1984 : What Noise?
- 1986 : Certain Things Are Likely
- 1993 : Sugarland

### Compilation
- 2006 : Naked / Kissing the Pink

### Singles
- 1981 : Don't Hide in the Shadows
- 1982 : Mr Blunt
- 1982 : Watching Their Eyes
- 1983 : The Last Film
- 1983 : Love Lasts Forever
- 1983 : Maybe this Day
- 1983 : Big Man Restless (États-Unis et Europe seulement)
- 1984 : Radio On
- 1984 : The Other Side of Heaven
- 1986 : One Step (sous le nom KTP)
- 1986 : Certain Things Are Likely (sous le nom KTP)
- 1986 : Never Too Late to Love You (sous le nom KTP)
- 1988 : Stand Up (Get Down) (sous le nom KTP)
- 2002 : Icecream (sous le nom KTP)

### Collaborations
- 2003 : Right in My Soul de Candy Dulfer
- 2006 : Makeshift Feelgood de X-Press 2
- 2007 : Pictures of the Other Side de Gareth Gates